# Qubbet el-Hawa

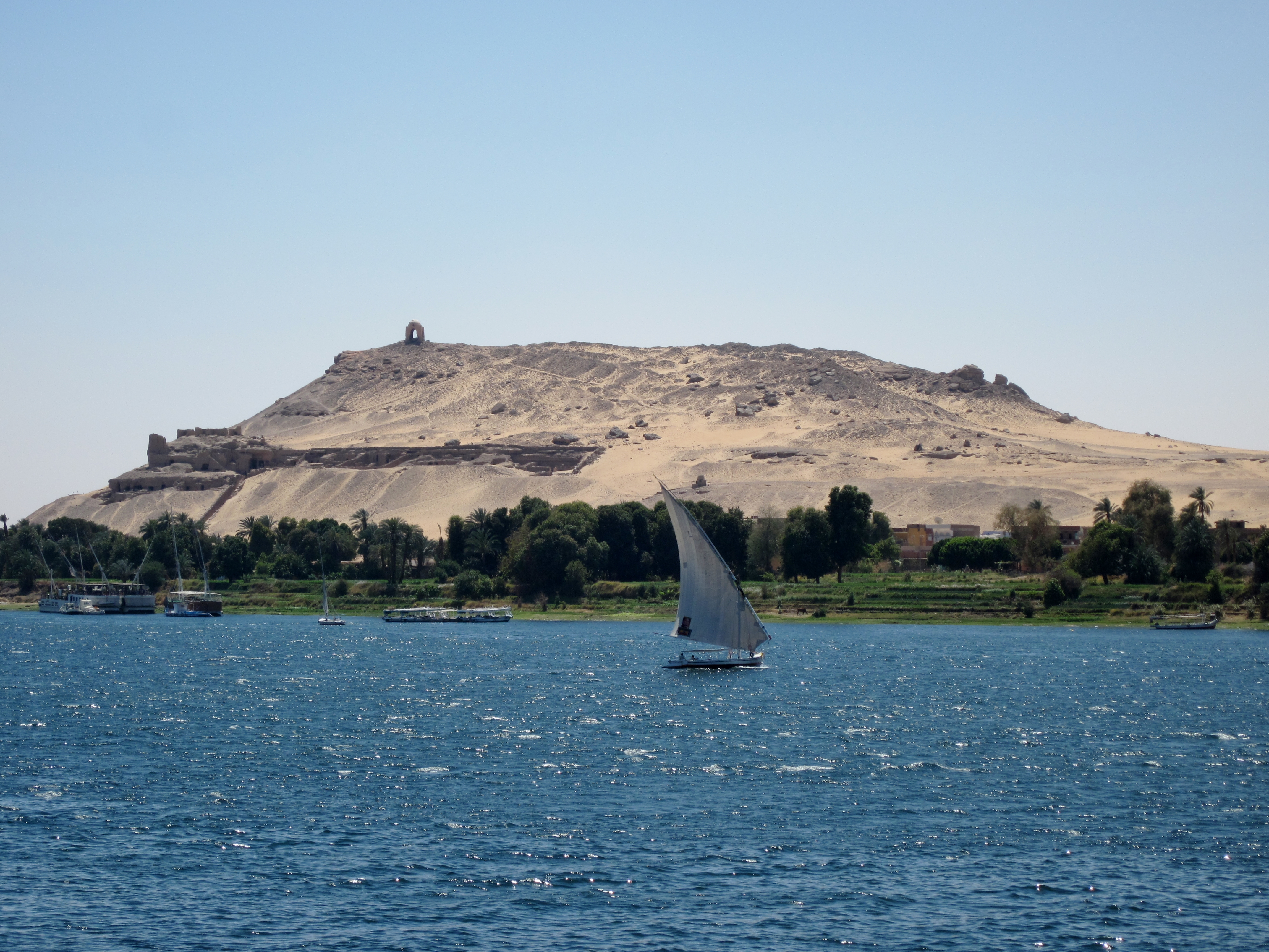
Qubbet el-Hawa

Qubbet el-Hawa (arabisch قبة الهوا, DMG Qubbat al-Hawā, von Qubba, „Kuppel“ und Hawa, „Wind“) ist ein Felsenberg in der Nähe von Assuan, Ägypten. Er ist etwa 130 Meter hoch und für eine Nekropole aus altägyptischer Zeit bekannt. Auf der Südspitze des Berges befindet sich das Mausoleum des muslimischen Scheichs Sidi Ali Bin el-Hawa, von dem der Berg seinen heutigen Namen erhielt. Es handelt sich um einen weißen, von weitem gut zu sehenden Pavillon mit einer Kuppel. Weiter unten liegt die koptische Klosterruine St. Georg.
Über zwei nebeneinander verlaufende Treppen kommt man zu den Felsengräbern. Die Gräber der Nekropole liegen in drei Reihen übereinander auf halber Höhe des Berghangs. Qubbet el-Hawa ist die Nekropole hoher Beamter aus dem Gebiet. Auf dem Hügel wurden bisher etwa 80 Gräber gefunden.
Die altägyptische Nekropole mit den Gräbern des Alten und Mittleren Reiches gehört seit 1979 als Teil der „Nubischen Denkmäler von Abu Simbel bis Philae“ zum UNESCO-Weltkulturerbe.

## Geschichte

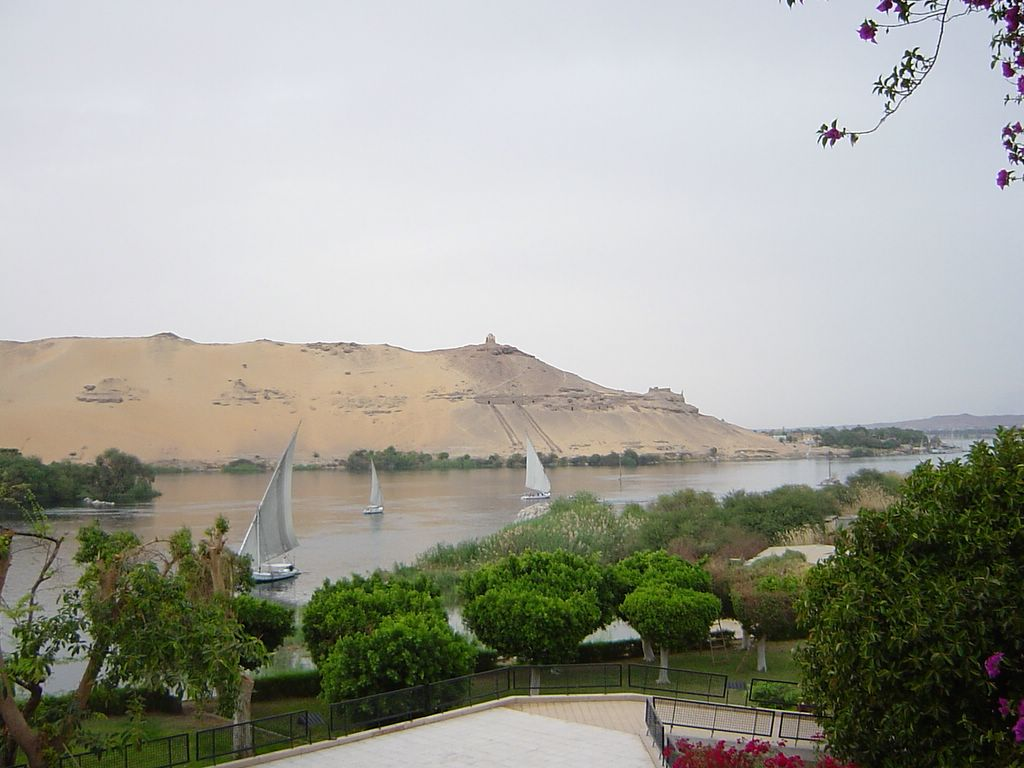
Blick von der Insel Elephantine

Bestattungen fanden von der Zeit des Alten Reiches bis in die griechisch-römische Zeit statt. Der größte Teil der Felsengräber wurde in der Zeit von der 6. bis 12. Dynastie angelegt. Abu, wie die Insel Elephantine zu dieser Zeit genannt wurde, war die Grenzstadt der Ägypter zum Land der Nubier und ein großer und wichtiger Handelsstützpunkt und Sitz der Verwaltung an der Grenze zu Subsahara-Afrika. Der Verwalter (Statthalter) war auch der Oberbefehlshaber über die dort stationierten Streitkräfte.
Erstmals erwähnt wurden die Felsengräber 1819 von Johann Ludwig Burckhardt (auch bekannt als Scheich Ibrahim Ibn Abdallah) in seinem Werk Travels in Nubia. 1885 begannen die Ausgrabungen an der Qubbet el-Hawa. Erst grub der Brite Sir Francis Grenfell 1885 bis 1886 einige Gräber aus und 1892 führte der Italiener Ernesto Schiaparelli die Grabungen fort. Er entdeckte unter anderem das Grab des Her-chuf. Jacques de Morgan legte in der Zeit um 1894 noch weitere Gräber frei. 1903 bis 1904 grub Lady William Cecil einige Gräber in der darüber liegenden Reihe aus.
1946 begann der Ägyptologe Labib Habachi seine Ausgrabungen, die bis 1951 dauerten. 1959 begann das Bonner Ägyptische Seminar unter der Leitung von Elmar Edel erneute Ausgrabungen, die bis 1984 erfolgten. Weiterhin waren E.A.T. Wallis Budge, Mohi el-Din und Michael R. Jenkins an den Ausgrabungen beteiligt. Aktuelle Grabungen werden von Karl Seyfried (DAI) durchgeführt.

## Architektur der Felsengräber

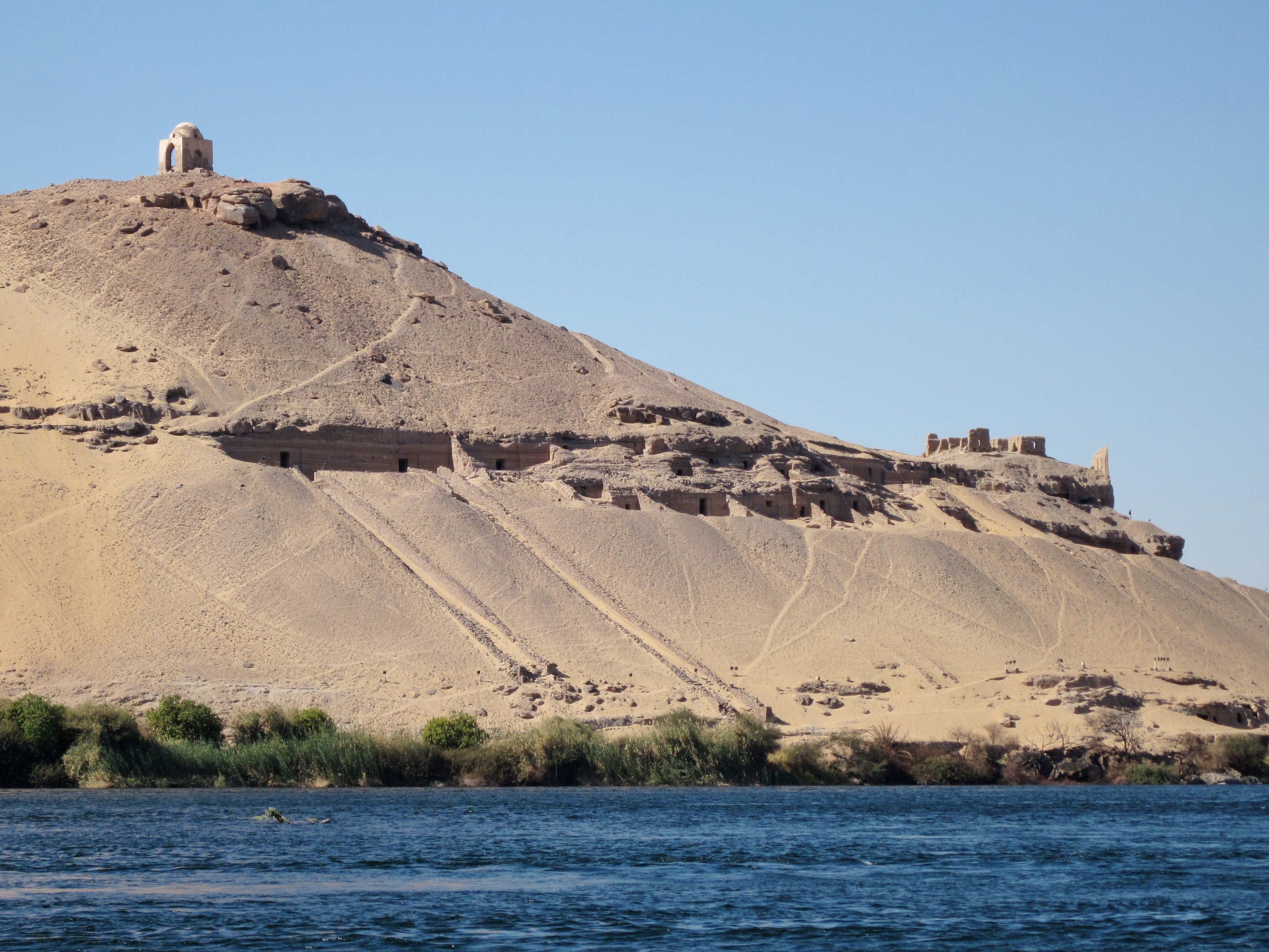
Südostseite des Qubbet el-Hawa mit den Felsengräbern und der römischen Festung

Die Felsengräber sind in den gewachsenen Stein geschlagen. Die späteren Stützpfeiler oder Säulen wurden dabei stehen gelassen. Risse und andere Unebenheiten wurden mit Mörtel aus Kalk-Sand-Gemisch verputzt. An den Wänden mancher Gräber gibt es außerdem noch Reste von Stuckverzierungen.
Es handelt sich um „Breitraumgräber“. Dies ist eine andere Form als die zu allen anderen Zeiten in Ägypten verwendete Form. Bei Grabungen aus späteren Epochen handelt es sich im Allgemeinen um „Langgräber“. Der Eingang liegt bei allen Gräbern der Qubbet el-Hawa ungefähr in der Mitte der Hauptkammer (auch Kultraum). In der Hauptkammer befinden sich Säulen oder Pfeiler, die die Decke tragen. Vor den Hauptkammern befinden sich teilweise Vorhöfe.
Unter einigen Hauptkammern liegt ein sogenannter Serdab (Keller), der als Statuenraum genutzt wurde. In den meisten Gräbern gibt es Schlitze im Boden oder Nischen in den Seitenwänden, wo ebenfalls Statuen gefunden wurden. Der eigentliche Grabraum liegt meist am Ende eines Stollens oder Schachtes, hinter einer Scheintür (ein teilweise oder komplett zugemauerter Durchgang).
Einige Gräber weisen kleine Nebenräume auf oder besitzen direkt in der Hauptkammer weitere Scheintüren, hinter denen Familienangehörige bestattet wurden. In einigen Gräbern ist die Scheintür zur Hauptkammer tiefer in den Schacht hinein angebracht, so dass davor eine kleine Nische entstand. Diese Nische auch „Hauptkultnische“ genannt, liegt dem Eingang meist direkt gegenüber. In den Kulträumen der größeren Gräber wurden Opferaltare oder Opfertische gefunden.

## Die wichtigsten Gräber

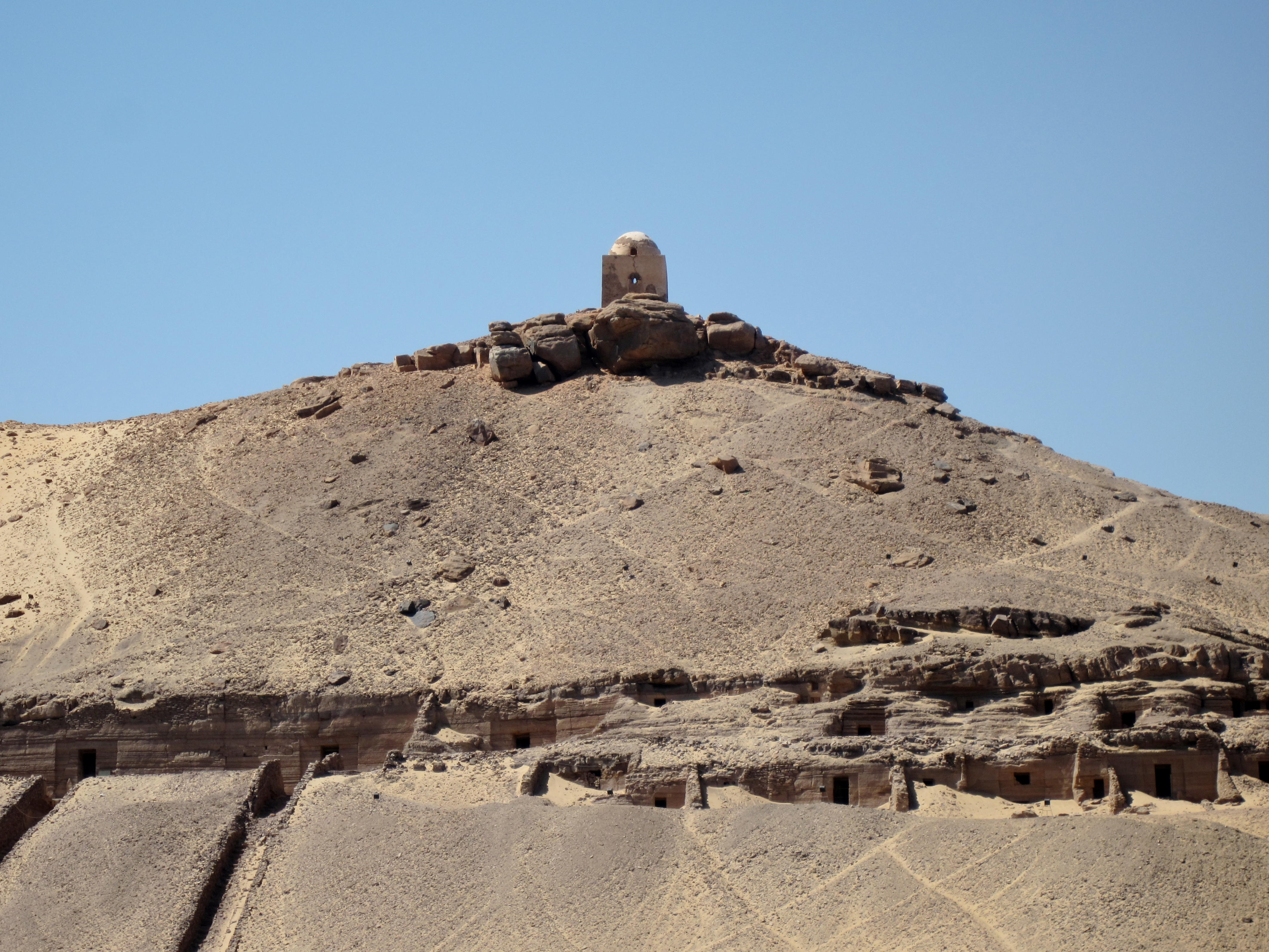
Felsengräber unterhalb des Grabmals von Sidi Ali Bin el-Hawa

Die hier beschriebenen Gräber sind nach Grabnummern sortiert. Neben diesen Gräbern gibt es noch eine Vielzahl anderer Gräber, bei denen der Grabinhaber festgestellt wurde, aber auch noch viele unbekannte beziehungsweise nicht zugeordnete Gräber.
Grab 25 und 26 für Mechu und Sabni sind miteinander verbundene Gräber, die Vater und Sohn gehören. Auch sie datieren in die Zeit von Pepi II. (6. Dynastie). Sie müssen sehr wohlhabende Familien gewesen sein, da zu diesen Gräbern die beiden Treppenaufgänge vom Nil her gehören. Mechu und Sabni waren Gaufürsten von Elephantine.
Grab 25
Bei dem Grab des Mechu (Mẖw) fehlen die Inschriften an der Außenwand und der Eingang ist sehr einfach gestaltet. Zur Zeit der Entstehung des Grabes war die Außenwand mit Stuck verkleidet, dies zeigen noch erhaltene Reste der Verkleidung. Auf den Reichtum seines Besitzers weisen die drei Säulenreihen mit je sechs Säulen hin. Das Grab ist ca. 150 m² groß. An der Rückwand befindet sich die Hauptscheintüre, sie liegt hinter einer Kultnische. Vor der Kultnische in der Hauptkammer steht ein Opfertisch aus Granit. Weitere vier Scheintüren befinden sich in der Anlage, zwei im Westen, eine im Süden und eine neben der Hauptscheintüre an der Rückwand. Mechu trug die Titel „Vorsteher der Fremdländer“, „Erbprinz“ und „Einziger Freund“. Er führte Expeditionen in die Gebiete Nubiens. Während der letzten Expedition nach Wawat wurde er in der Wüste getötet. Sein Sohn Sabni zog (so die Grabinschrift) mit 100 Eseln, der Mannschaft der Totenstiftung, Salböl, Honig und Leinen aus, um seinen Vater zu bergen.
Grab 26
Das Grab des Sabni (S3bnj) ist ca. 120 m² groß. Die Decke ruht auf 14 Pfeilern in zwei Reihen. Neben dem seines Vaters ist dieses Grab eines der größten in der Anlage. Sabni war wie sein Vater Gaufürst, er trug die Titel „Fürst“, „Träger des königlichen Siegels“, „Gouverneur des Landes des Südens“, „alleiniger Begleiter“ und „ritueller Priester“. Aus den Inschriften an den Wänden des Grabes geht hervor, dass der Pharao (Pepi II.) zur Belohnung für das Bergen des Leichnams seines Vaters Sabni reichlich beschenkte. Er erhielt unter anderem Salbe, Lebensmittel und ihm wurden die besten Balsamierer des Landes gesandt.
An der Rückwand des Grabes ist Sabni mit seinen Töchtern beim Vogel- und Fischfang abgebildet. Es ist eine der schönsten und bestens erhaltenen Wandmalereien auf der Qubbet el-Hawa.
Grab 29
Das Grab des Sobek-Hotep (Sbk-htp) ist ca. 15 m² groß. Die Decke wird von einem Pfeiler in der Mitte der Hauptkammer getragen. Der Pfeiler verdeckt die Sicht auf die dem Eingang gegenüberliegende Scheintüre. Zwei weitere Schächte gehen von der Hauptkammer ab. Die Grabinschriften sind zum größten Teil zerstört. Zusammen mit den Inschriften auf den 55 gefundenen Töpfen hat es aber ausgereicht, um den Grabinhaber zu identifizieren. Das Grab stammt ebenfalls aus der Epoche von Pharao Pepi II.
Grab 30
Das Grab des Hekaib (Hq3-jb) ist ca. 78 m² groß, die Decke ruht auf sechs Pfeilern, die in zwei Reihen angeordnet sind. Die Kultnische liegt mit der dazugehörigen Scheintüre gegenüber dem Eingang. Sie liegt etwa 30 cm höher als die Hauptkammer und ist mit einer Schicht aus Stuck verkleidet und bemalt. In der Hauptkammer wurden zwei weitere Grabschächte gefunden. Die Inschriften in der Kultnische sind in schlechtem Zustand, allerdings konnte der Grabinhaber und einer seiner Titel „Vorsteher der Gottespriester“ anhand dieser ermittelt werden. Eine zeitliche Einordnung in die 6. Dynastie war auch möglich.
Grab 30b
Das Grab des Anch-nef-itef (Ꜥnḫ-nf-jtf) ist ca. 10 m² groß, die Decke wird von nur einem Pfeiler gehalten. Das Grab verfügt über einen Grabschacht mit dazugehöriger Sargkammer. Von der Hauptkammer gibt es ein kleines „Fenster“ in eine Nebenkammer, die vermutlich als eine Art Magazinraum gedient hat. Die 15 gefundenen Töpfe geben Aufschluss über den Grabinhaber und die Zeit, in der er gelebt hat. Edel datiert das Grab in die erste Zwischenzeit. Im Grab wurden keine Inschriften oder Malereien gefunden. Anch-nef-itef trägt den Titel „Kapitän“.
Grab 34h
Ein Grab des Chunes (Hwjns-hnmtj sm3) ist aus der VI. Dynastie. Dieses architektonisch aufwändig gestaltete Grab verfügt über verschiedene Stollen und Kammern, es ist ca. 85 m² groß und die Decke wird von acht Pfeilern getragen. Hier wurden Chunes und seine Frau bestattet, was auf eine besondere Verbindung der beiden hindeutet, denn meistens wurden die Frauen auf dem Friedhof auf Elephantine bestattet.
Grab 34n
Die Hauptkammer des Grabes des Her-chuf (Ḥr.w-ḫwj=f), auch Herchuf oder Harchuf hat eine Größe von ca. 25 m², die Decke wird von drei Pfeilern getragen. Dieses Grab stammt aus der Regierungszeit von Pepi II. (um 2300 v. Chr.) in der VI. Dynastie. Her-chuf trägt den Titel „Vorsteher aller westlichen und östlichen Fremdländer“. Der zum Titel gehörende Zusatz „der die Produkte aller Fremdländer seinem Herrn bringt“ ist ebenfalls aufgezeichnet. „Vorsteher von Oberägypten“ war ein anderer Titel, den er trug. Dieser Titel wurde zum Beispiel von einem Fürsten getragen. Auch war er „Träger des königlichen Siegels“, „Vorlesepriester“ und „Heervorsteher“.
Aus den Aufzeichnungen im Grab geht hervor, dass Her-chuf mit seinem Vater (Iri) unter König Merenre verschiedene Expeditionen nach Jam (Nordnubien) und nach Libyen geführt hat. Hiervon kam er unter anderem mit „heiligem Öl“, Elfenbein, Getreide, Tieren und anderen Gegenständen zurück.
In einer weiteren Inschrift bedankt sich Pepi II. (in seinem zweiten Regierungsjahr) dafür, dass Her-chuf ihm einen „Zwerg der Gottestänzer aus dem Lande der Horizontbewohner“ (vermutlich einen kleingewachsenen Nubier oder einen Mann vom Volk der Akka aus dem Sudan, ein Pygmäe kann ausgeschlossen werden, da die Expeditionen nie so weit ins Innere Afrikas gingen, um solche Stämme zu erreichen) mitbringen möchte.
Grab 35d
Grab des Heqa-ib Pepi-Nacht (Hk3-jb Pjpj-nht). Auf Qubbet el-Hawa gibt es drei Gräber, deren Inhaber den Namen Heqa-ib tragen. Der Heqa-ib im Grab 35d lebte zur Zeit Pepis II. Das Grab 35 wurde (nach Edel) auch von ihm angelegt, dann aber wegen der geringen Größe aufgegeben. Er trug die Titel „Heervorsteher“, „Vorsteher der Dolmetscher“, „Schreiber an der Pyramide des Neferkare“ und „Vorsteher der Fremdländer“. Labib Habachi fand 1947 unterhalb des Grabes eine Kulthalle, geschmückt mit gut erhaltenen Wandmalereien. In unmittelbarer Umgebung des Grabes wurden viele kleine Gräber aus der gleichen Zeit gefunden, was darauf hindeutet, dass es sich bei diesem Heqa-ib um denjenigen handelt, der in späterer Zeit als „Heiliger“ verehrt wurde.
Grab 35e
Der Eingang zum Grab des Sabni II. (S3bnj nj-nbw-nbt) liegt im Vorhof zum Grab des Heqa-ib. Neben ihm gibt es noch ein weiteres Grab, in dem ein Mann namens Sabni bestattet wurde. Die prächtigen Wandmalereien zeigen Sabni unter anderem mit Herrscherstab und hrp-Szepter und dem typischen Kinnbart der Beamten. In einer anderen Inschrift wird beschrieben, wie Sabni zwei Obelisken erstellen und an ihren Bestimmungsort transportieren ließ. Er trägt die Titel „Aufseher der Halle“ (vermutlich der „Speisekammer des Königs“), „Siegelbewahrer des Königs von Unterägypten“. Das Grab ist ca. 60 m² groß, die Decke wird von vier Pfeilern gehalten
Grab 36
Das Grab des Fürsten Sarenput I. (S3-rnpwt) ist eines der ältesten aus dem Mittleren Reich. Sarenput I. wurde durch König Sesostris I. als Fürst von Elephantine eingesetzt. Aus den Grabinschriften wird die Ergebenheit der Gaufürsten aus dieser Zeit gegenüber dem König deutlich. Aber auch der König versichert sich der Treue seines Gaufürsten.
Grab 88
Das Grab des Henebaba ist lange nicht so prächtig wie die Gräber der Fürsten von Elephantine. Die Hauptkammer ist relativ klein, die Decke wird von vier Pfeilern getragen. Das Grab hat eine fast quadratische Form. Von der Hauptkammer führen vier Stollen weg, die Grabkammern dahinter waren mit insgesamt 434 Töpfen angefüllt. Im ganzen Grab gibt es keine Inschriften, allein die Töpfe weisen reichhaltige Schriftfunde auf. Neben den Töpfen wurden noch andere Kleinobjekte, Schmuck, Perlen und Vasen gefunden.
Grab 89
Bei dem Grab des Sobek-Hotep (Sbk-htp) handelt es sich um eines der größeren Gräber, ca. 80 m². Die Decke wird von 13 Pfeilern gehalten. Aus den im Grab gefundenen 185 Töpfen geht hervor, dass das Grab aus der Zeit Pepis II. stammt. Sobek-Hotep trug den Titel „Gottessiegler“. Das Skelett des Grabbesitzers ergab einen epigenetischen Hinweis darauf, dass er von außerhalb kam und dass etliche Nachkommen von ihm auf der Qubbet-el-Haua bestattet sind.
Grab 98
Bei dem Grab des Ischemai (Jj-sm3j.) besteht die Kultkammer aus einem großen Raum (6,67 × 3,48 × 7, 91 m) und wird von drei Pfeilern getragen. An vier Stellen in der Kultkammer gibt es rechteckige Felder, die mit Relief und Malereien dekoriert sind. Die Farben sind gut erhalten. Auf einem Pfeiler sieht man Ischemai stehend, auf einer Wand sieht man ihn wiederum stehen mit zwei Priester. Das dritte Feld zeigt ihn mit Untergebenen, die Rinder bringen. Das vierte Feld zeigt ihm wieder stehend mit Priester und Opfergabenbriner, die von links auf ihn zu kommen. Ischemai trägt verschiedene Titel in den begleitenden Inschriften. Er ist „königlicher Siegler“, „einziger Freund“, „Vorlesepriester“ und „großes Oberhaupt des Königs“.
Grab 110
Das Grab von Set-Ka (St-k3 [jj-sm3]) hat eine Größe von ca. 70 m², die Decke wird von zwei Pfeilerreihen zu je acht Pfeilern getragen. Dieses Grab hat ein Fenster in der Außenwand, das in späterer Zeit in die Wand geschlagen wurde, als das Grab als koptischen Kloster verwendet wurde. An der dem Eingang gegenüberliegenden Seite befinden sich zwei Kultnischen mit den dazugehörigen Scheintüren. Dies lässt die Vermutung zu, dass es sich auch hier um ein Doppelgrab handelt, was sich nicht mehr klären lässt. Ein Opfertisch, der vorher vor der rechten Kultnische stand, lehnt jetzt an der Wand der Hauptkammer.
Das Grab entstand laut Habachi in der 1. Zwischenzeit. Inschriften und Wandmalereien sind zum Teil zerstört, andere in einem sehr schlechten Zustand. Aber es geht aus ihnen hervor, dass Set-Ka folgende Titel trug: „Aufseher der Priester der Pyramide Pepi II.“, „Aufseher der Fremdländer“ und „Agent in Nubien“.